# Idle Moments
Idle Moments est un album du guitariste de jazz Grant Green enregistré en 1963 et sorti en 1965 . Le journaliste spécialiste de jazz Scott Yanow cite cet album parmi les 17 enregistrement essentiels de hard bop dans son essai Hard Bop.

## Autour de l'album
Cet album est surtout connu pour son titre éponyme, un morceau en ut mineur au tempo lent de presque 15 minutes. L'auteur du morceau Duke Pearson explique dans les notes de l'album qu'il devait être bien plus court. Parce que les musiciens répétèrent deux fois le thème, il y eut une certaine confusion sur la durée du thème : 16 ou 32 mesures . Le producteur Alfred Lion trouva la prise satisfaisante mais suggéra de faire une nouvelle prise de moins de 7 minutes. Cependant, le morceau ayant une qualité particulière qu'aucune autre prise ne parvint à reproduire, il fut décidé de garder la premier prise sur l'album. Deux autres morceaux, Jean De Fleur et Django durent être réenregistrés dans un format plus court à cause de la longueur du titre éponyme. On peut écouter la version longue de ces deux titres sur la réédition CD de l'album.

## Titres
| No | Titre         | Auteur       | Durée |
| -- | ------------- | ------------ | ----- |
| 1. | Idle Moments  | Duke Pearson | 14:56 |
| 2. | Jean de Fleur | Grant Green  | 6:49  |
| 3. | Django        | John Lewis   | 8:44  |
| 4. | Nomad         | Pearson      | 12:16 |

Bonus (réédition CD)
| No | Titre         | Auteur      | Durée |
| -- | ------------- | ----------- | ----- |
| 5. | Jean de Fleur | Grant Green | 8:09  |
| 6. | Django        | John Lewis  | 13:12 |

## Musiciens
- Grant Green - Guitare
- Joe Henderson - Saxophone Ténor
- Duke Pearson - Piano
- Bobby Hutcherson - Vibraphone
- Bob Cranshaw - Contrebasse
- Al Harewood - Batterie